# Coryanthes vasquezii
Coryanthes vasquezii är en orkidéart som beskrevs av Dodson. Coryanthes vasquezii ingår i släktet Coryanthes, och familjen orkidéer. Inga underarter finns listade i Catalogue of Life.